# Antiloop
Gli Antiloop erano un gruppo musicale svedese di electronic dance music, formato dai disc jockey Robin Söderman e David West (nome d'arte di David Westerlund).
Tra le più famose canzoni del gruppo si ricordano: Beauty & The Beast, In My Mind, Trespasser, Believe, Start Rockin e Nowhere to Hide.
Gli Antiloop hanno composto, inoltre, diversi remix, tra cui quelli dei brani degli Aqua, Doctor Jones e Lollipop (Candyman). Alcuni di questi remix sono stati eseguiti sotto i nomi di Face(8) and The Buckwheat Rebels.
Nel brano Catch Me, Antiloop hanno suonato con il cantante rap svedese Timbuktu.

## Discografia

### Album

#### LP (1997)
1. Intro (1:08)
2. In My Mind (3:28)
3. Purpose In Life (6:01)
4. I Love You (Beauty And The Beast) (3:37)
5. Nowhere To Hide (3:33)
6. Analogue Relaxation (6:07)
7. Trespasser (feat. DJ Blakk) (7:48)
8. At The Rebels Room (7:57)
9. Lidingö Hills 909303 (9:02)
10. In Your Face (9:20)
11. Theme Of Antiloop (B&B Remix) (8:03)
12. Signing Off (7:05)

#### Remixed (1998)
1. Intro (People Say...) (02:14)
2. Believe (Radio Version) (03:27)
3. Polythene (04:35)
4. Purpose In Life (Tower Of Babel Mix) (06:02)
5. I Love You (Demo Version) (04:50)
6. Nowhere To Hide (Blue Cocteau Mix) (08:39)
7. This Is The Night (feat. Serra Angel) (Long Reconstruction) (07:38)
8. In My Mind (Stoney's Gangstas 2000 Remix) (06:21) Remix By StoneBridge
9. Trespasser (Radio Version) (03:41)
10. Believe (Dub Version) (07:10)

#### Fastlane People (2000)
1. Start Rockin' (3:29)
2. Autoload (6:03)
3. Only U (3:21)
4. So Good (4:31)
5. Let Your Body Free (3:04)
6. Catch Me (feat. Timbuktu)(3:21)
7. Fantasy (4:52)
8. Fastlane People (6:36)
9. Speak 'n' Spell (5:38)
10. Sound (6:45)
11. Dead Man (Hidden Track, Actually Track 0)

#### At The Rebel's Room (2002)
Disc 1
1. Only U (Radio Version) (3:21)
2. Believe (feat. DJ Blakk) (Radio Version) (3:29)
3. Trespasser (feat. DJ Blakk) (Radio Version) (3:42)
4. In My Mind (Radio Version) (3:28)
5. Purpose In Life (Radio Version) (6:01)
6. Fantasy (Album Version) (4:54)
7. So Good (Album Version) (4:33)
8. Start Rockin' (Radio Version) (3:30)
9. Let Your Body Free (Album Version) (3:05)
10. Nowhere To Hide (Album Version) (3:35)
11. I Love You (Radio Version) (3:39)
12. Signing Off (Album Version) (7:05)

Disc 2
1. Believe (Swain & Snell New Tribe Mix) (3:56)
2. Trespasser (Robbie Rivera's Twisted Mix) (5:51)
3. Start Rockin' (Filterheadz Remix) (4:05)
4. Fantasy (Marc O'Tool Fantasy Dub) (6:52)
5. I Love You (Antiloop 2001 Mix) (5:36)
6. Fastlane People (Kaygee Remix) (3:41)
7. Only U (Sa Han Nånting Om Mig, Eller?) (4:08) Remix By Henrik B
8. Speak 'n' Spell (Album Version) (4:26)
9. In My Mind (Hiver & Hammer Remix) (5:15)
10. So Good (Album Version) (4:00)
11. Sound (Album Version) (6:43)

### Singoli ed EP

#### N.S.F.M.C. - Not Suitable For Mass Consumption EP (1995)
1. Beauty And The Beast (4:55)
2. Polythene (4:31)
3. Talkin' Love With Nature (6:56)
4. We Are Not Brothers (6:39)

#### Purpose in Life EP (1996)
1. Purpose In Life (Radio Edit) (4:38)
2. Purpose In Life (Earthbound Remix) (5:01)
3. Purpose In Life (Tower Of Babel Mix) (6:01)
4. Beauty And The Beast (´96 Remix) (8:03)

#### In My Mind 12" (1997)
1. In My Mind (6:36)
2. In My Mind (Chamber Of Sound Dub) (7:30)
3. In My Mind (Poor Mind Alteration Mix) (6:51)
4. In My Mind (Mind Your Own Business Mix) (7:16)

#### In My Mind (1998) UK CD Release
1. In My Mind (Radio Edit) (3:28)
2. In My Mind (Stoney's Gansta's 2000 Remix) (6:22)
3. In My Mind (Extended Version) (6:42)
4. In My Mind (Talla 2XLC Remix) (6:33)

#### Believe (1998)
1. Believe (Radio Version) (03:29)
2. Believe (Extended Version) (06:30)
3. Believe (Redtop's D For Dub-eliever Remix) (06:22)
4. Believe (Believe In Dub Remix) (06:01)